# Shooting Dogs
Shooting Dogs is een Brits-Duitse speelfilm uit 2005, van Michael Caton-Jones. De film speelt in de eerste dagen van de Rwandese Genocide, in Kigali. Het falen van de United Nations Assistance Mission for Rwanda (UNAMIR) en van de Veiligheidsraad van de Verenigde Naties komen in de film aan de orde.

## Verhaal
Als op 6 april 1994 het vliegtuig met de Rwandese president Juvénal Habyarimana en de president van Burundi Cyprien Ntaryamira wordt neergeschoten begint in Rwanda een genocide op de Tutsibevolking. De katholieke priester Christopher en de jonge Engelse leraar Joe Connor huisvesten vijfhonderd vluchtelingen in hun school: de École Technique Officielle. Zij worden aanvankelijk beschermd door de Verenigde Naties.
De VN-soldaten zijn niet in staat om de vluchtelingen lang te beschermen. Ze hebben geen mandaat om op de milities te schieten, en de interahamwe rukt op naar het schoolterrein. Joe, die al voor de genocide een prille liefde heeft opgevat voor de Rwandese leerlinge Marie, maakt gebruik van een mogelijkheid om met de soldaten te vertrekken. Hij heeft het gevoel dat hij de vluchtelingen - en vooral Marie - verraadt, maar ziet niet in hoe zijn verdere aanwezigheid voor hen van dienst kan zijn. Christopher blijft, en probeert met de moed der wanhoop een klein aantal kinderen, onder wie Marie, te redden. Hij laat daarbij zelf het leven. Marie overleeft en ontmoet later Joe weer in Engeland. In deze korte eindscène worden de onverwerkte gebeurtenissen en de onvermijdelijke keuzen die werden gemaakt merkbaar.

## Rolverdeling
Veel bijrollen worden gespeeld door overlevenden van de genocide, van wie velen ook in werkelijkheid vluchteling waren op het schoolterrein.
| Acteur             | Personage              | Opmerkingen                                 |
| ------------------ | ---------------------- | ------------------------------------------- |
| John Hurt          | Christopher            | Priester en godsdienstleraar op de school   |
| Hugh Dancy         | Joe Connor             | Jonge leraar die twijfelt aan zijn kunnen   |
| Clare-Hope Ashitey | Marie                  | Leerlinge voor wie Joe liefde heeft opgevat |
| Dominique Horwitz  | Kapitein Charles Delon | Kapitein van het VN-leger                   |

## Citaten
Kapitein Charles: “We gaan de honden afschieten. Zeg tegen de vluchtelingen dat ze niet schrikken van het vuren.”
Christopher: “O gunst. Hebben de honden aangevallen?”
Kapitein Charles: “Hoe bedoelt u?”
Christopher: “Je had gezegd dat jullie alleen mogen schieten als jullie worden aangevallen. Hebben de honden je aangevallen?”
Kapitein Charles: “Waarschuw de vluchtelingen.”

## Achtergrond
De film is gebaseerd op de ervaringen van David Belton, die ten tijde van de Rwandese Genocide voor de BBC in Rwanda werkte. De École Technique Officielle was in die tijd inderdaad een schuilplaats van vluchtelingen. De film is op het terrein van deze school opgenomen, met medewerking van veel overlevenden van de genocide. Zij werden ingezet in de productie en speelden bijrollen in de film. De titel van de film refereert aan een werkelijk genomen besluit van de VN-soldaten om de honden af te schieten die aten van de op straat liggende doden. De VN-soldaten waren niet bevoegd het vuur te openen op de milities, zolang zij niet aangevallen werden.
De personages Christopher, Joe en Marie berusten op fictie.